# Gasan
Gasan est une municipalité de la province de Marinduque, aux Philippines.

## Subdivisions
Gasan est politiquement subdivisé en 25 barangays. Chaque barangay est composé de puroks (en) et certains ont des sitios (en).
- Antipolo
- Bachao Ibaba
- Bachao Ilaya
- Bacong-Bacong
- Bahi
- Bangbang
- Banot
- Banuyo
- Bognuyan
- Cabugao
- Dawis
- Dili
- Libtangin
- Mahunig
- Mangiliol
- Masiga
- Matandang Gasan
- Pangi
- Pinggan
- Tabionan
- Tapuyan
- Tiguion
- Barangay I (Poblacion (en))
- Barangay II (Poblacion (en))
- Barangay III (Poblacion (en))

À Gasan, tous les barangays sont situés en bord de mer, sauf les barangays montagneux de Bachao Ilaya, Cabugao, Dawis, Mangiliol, Matandang Gasan, Tabionan, Tapuyan et Tiguion. Cependant, le barangay Dawis revendique la zone côtière de Bukana, actuellement sous l'autorité de Pinggan, ainsi que le territoire associé.